# کمپ پیردی (کالیفرنیا)
کمپ پیردی (به انگلیسی: Camp Pardee) یک منطقهٔ مسکونی در ایالات متحده آمریکا است که در شهرستان کالاوراس، کالیفرنیا واقع شده‌است. کمپ پیردی ۳۵ نفر جمعیت دارد و ۲۱۲ متر بالاتر از سطح دریا واقع شده‌است.